# Maglia Cebrenia

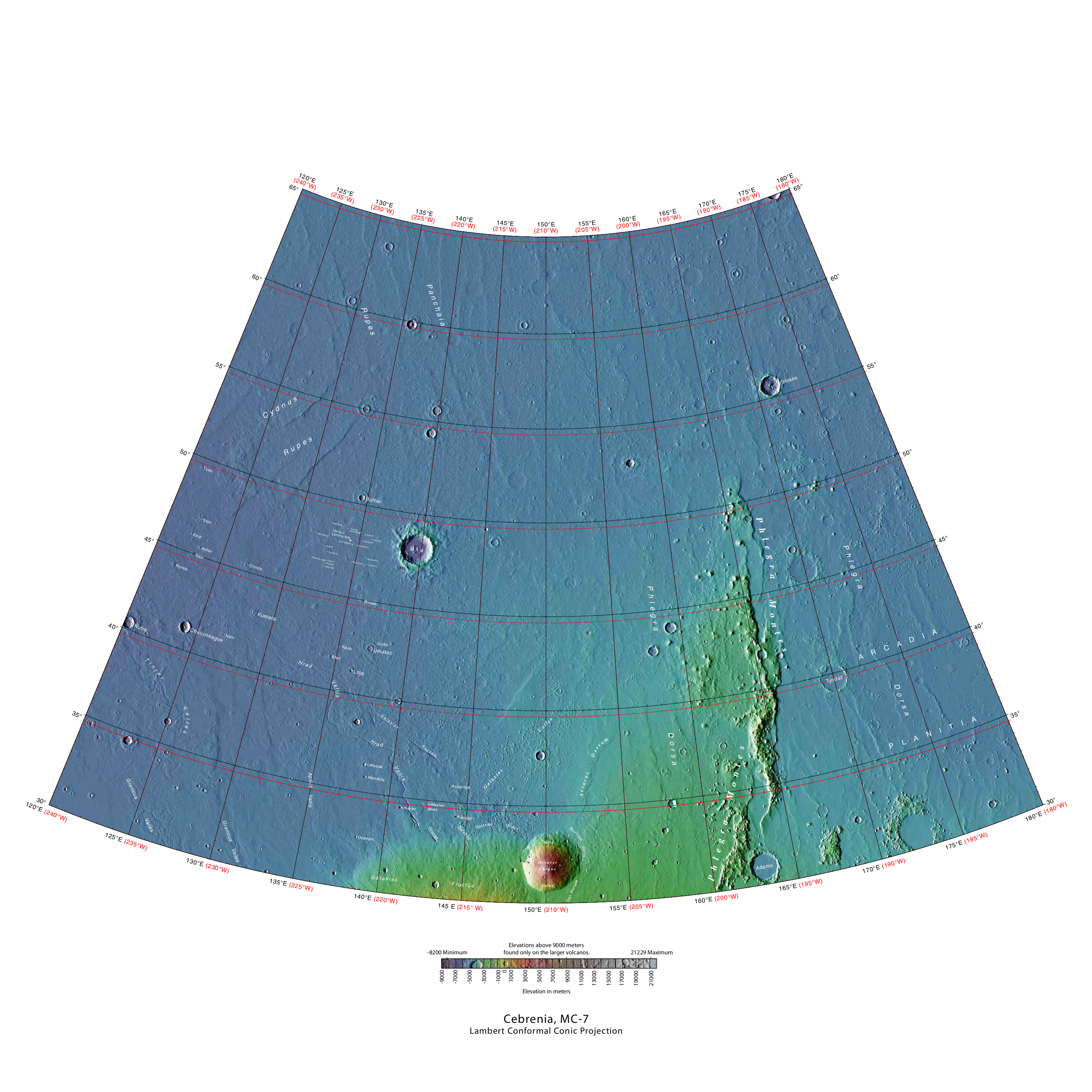
Mappa di MC-07 elaborata dallo strumento Mars Orbiter Laser Altimeter (MOLA) della sonda Mars Global Surveyor (2012). I picchi più elevati sono in rosso e i punti più profondi in blu.

La maglia Cebrenia è la regione di Marte che occupa la zona tra i 120° e i 180° di longitudine est e tra i 30 e i 65° di latitudine nord ed è classificata col codice MC-07.
Il suo nome deriva dall'omonima caratteristica di albedo situata a 50°N e 150°E.

## Elementi geologici
La maglia è caratterizzata quasi interamente da un bassopiano geologicamente molto giovane, che include l'Utopia Planitia e l'Arcadia Planitia, separati dai Phlegra Montes. Altre caratteristiche facilmente identificabili nella maglia sono il cratere Mie, di oltre cento chilometri di diametro, il cratere Stokes e il vulcano Hecates Tholus, alto più di 5000 metri e oggetto di studio dettagliato da parte della sonda Mars Express.

## Esplorazione

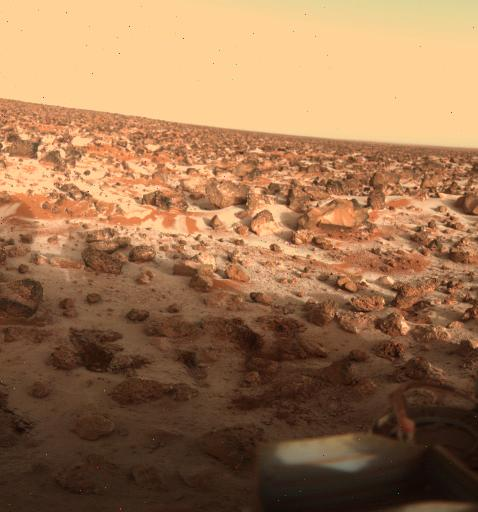
Foto a colori scattata dal lander Viking 2 il 18 maggio 1978, in cui è evidente un sottile strato di ghiaccio sulle rocce.

Nel 1976 la sonda Viking 2 Lander atterrò nel punto di coordinate 48° nord e 134° est, nell'Utopia Planitia, vicino al cratere Mie. La sonda effettuò analisi chimiche del suolo, che risultò essere simile al basalto; fornì inoltre immagini di buona qualità del panorama marziano.